# گریسون کیلر
گریسون کیلر (انگلیسی: Garrison Keillor؛ زادهٔ ۷ اوت ۱۹۴۲) مجری رادیو، نویسنده، صداپیشه، بازیگر، فیلم‌نامه‌نویس، تهیه‌کننده تلویزیونی و طنزنویس اهل ایالات متحده آمریکا است.